# دير القديس جاورجيوس
دير القديس جاورجيوس أو كنيسة القديس جاورجيوس هو دير مسيحي أرثوذكسي شرقي يقع في بلدة الخضر الفلسطينية بالقرب من بيت جالا بمحافظة بيت لحم في وسط الضفة الغربية. تعتبر الكنيسة أهم مزار سياحي في بلدة خضر في فلسطين. سُجن القديس جاورجيوس في بلدة الخضر حيث توجد الكنيسة الحالية وفقًا للروايات المحلية، وكانت السلاسل التي تقيده من بين الآثار التي زعم عنها إنها تمتلك قوة شافية.

## لمحة تاريخية

### في فترة الحملات الصليبية أثناء حكم الدولة الأيوبية والمملوكية
لوحظ نص يوناني مجهول في القرن الثالث عشر يقول: 
بعد بيت جالا، يمكن رؤية كنيسة القديس جاورجيوس الأكبر؛ والتي لا زالت تحتفظ بالسلسلة التي وضعت على ظهره.
كما ذكر الرحالة الغربي جون بولونر في الفترة ما بين عامي (1421-1422) أن كنيسة القديس جاورجيوس تقع على تل بالقرب من بيت لحم. وفي عام 1480 لاحظ عالم اللاهوت السويسري فيليكس فابري أن هناك دير كبير وعادل للرهبان اليونانيين كان قائمًا إلى جانب الكنيسة في تلك المنطقة في يوم من الأيام، ولكن تم تدميره، بينما لا يزال من بقاياهم مجرد كوخ صغير متكئًا على الكنيسة حيث يوجد اثنان من اليونانيين. رهبان يسكنون.

### في الفترة العثمانية
كان دير القديس جاورجيوس لا يزال ديرًا مسيحيًّا يونانيًّا حتى عام 1740 وفقًا لكتابات عالم الآثار والرحالة والكاهن الأنجليكاني البريطاني ريتشارد بوكوك، ولكن في عام 1838، لاحظ عالم اللاهوت الأمريكي إدوارد روبنسون أن الكنيسة السابقة قد أصبحت مسجدًا. ثُمّ أشار عالم الآثار الفرنسي فيكتور جويرين في عام 1863 إلى أن دير القديس جاورجيوس أو دير الخضر ليس كبيرًا جدًا ولا يبدو قديمًا جدًا، حيث كان يديره متدين واحد يوناني يساعده شقيقان وعدد قليل من الخدم، كما كان يحتوي على عدد قليل من الزنازين الضيقة التي كانت محجوزة للأجانب، وكان الباب الصلب المكسو بالحديد يسمح بالوصول إلى داخل الدير. استخدم بعد ذلك جزء من الدير خلال أواخر القرن التاسع عشر لاحتجاز المصابين بأمراض عقلية.
شُيّدت الكنيسة الحديثة في عام 1912، ولكن مع الاحتفاظ ببقايا الكنيسة التي تعود إلى القرن السادس عشر. ويتميز المبنى بتصميم داخلي أرثوذكسي شرقي الطراز وتحتوي القبة على صورة المسيح ضابط الكل.

### في العصر الحديث
كان كاهن دير القديس جاورجيوس في بلدة الخضر هو الساكن المسيحي الوحيد في البلدة، فقد جذب دير مار جرجس مسلمي الخضر. خلال عيد القديس جاورجيوس الذي يحل في أوائل شهر حزيران (يونيو)، كان لجام حصان القديس جاورجيوس يمر فوق أجساد الزوار لمنع أو علاج أي مرض عقلي، وهو أكثر ما اشتهر به القديس جاورجيوس من كرامات.

## معرض الصور

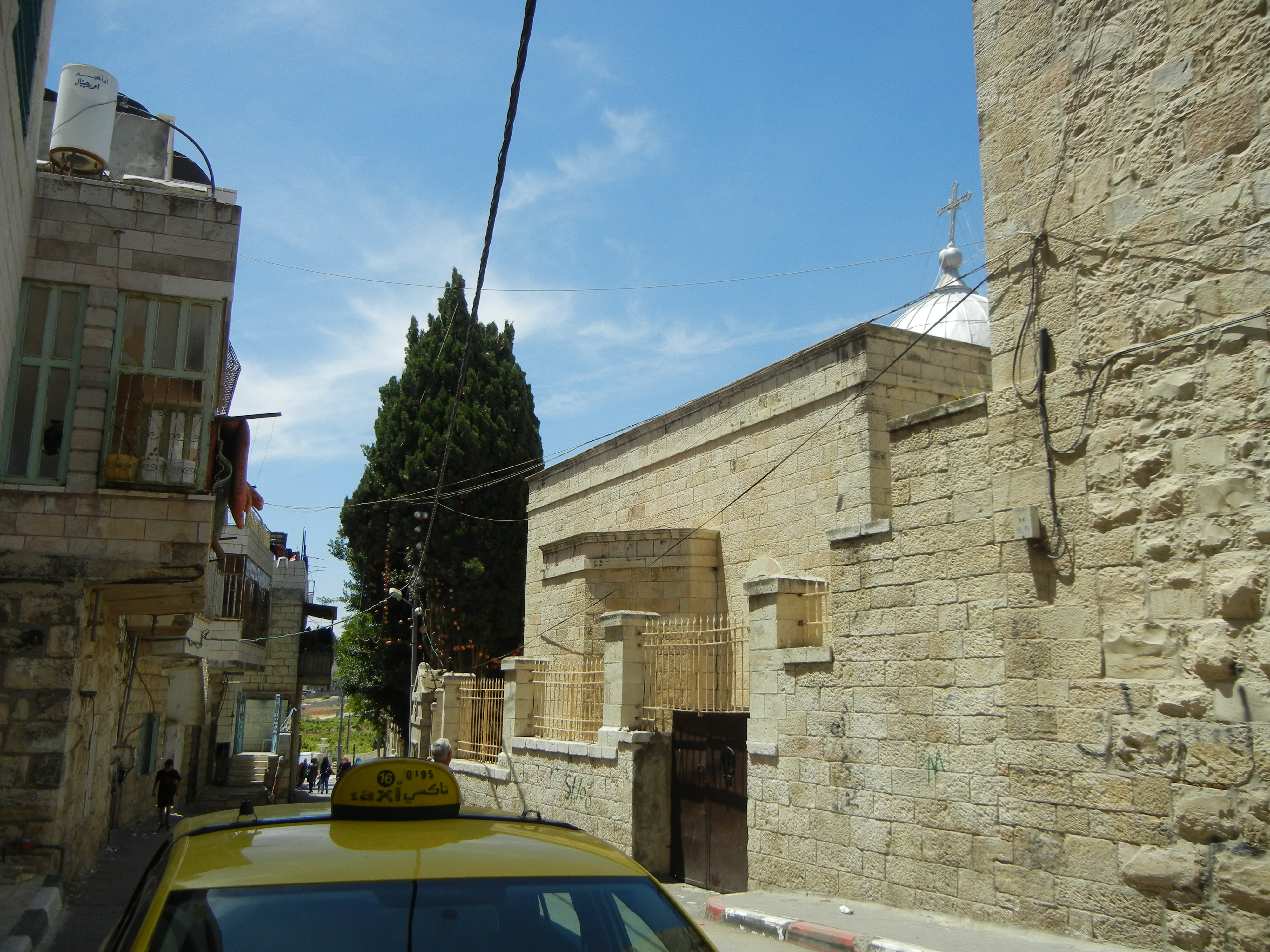
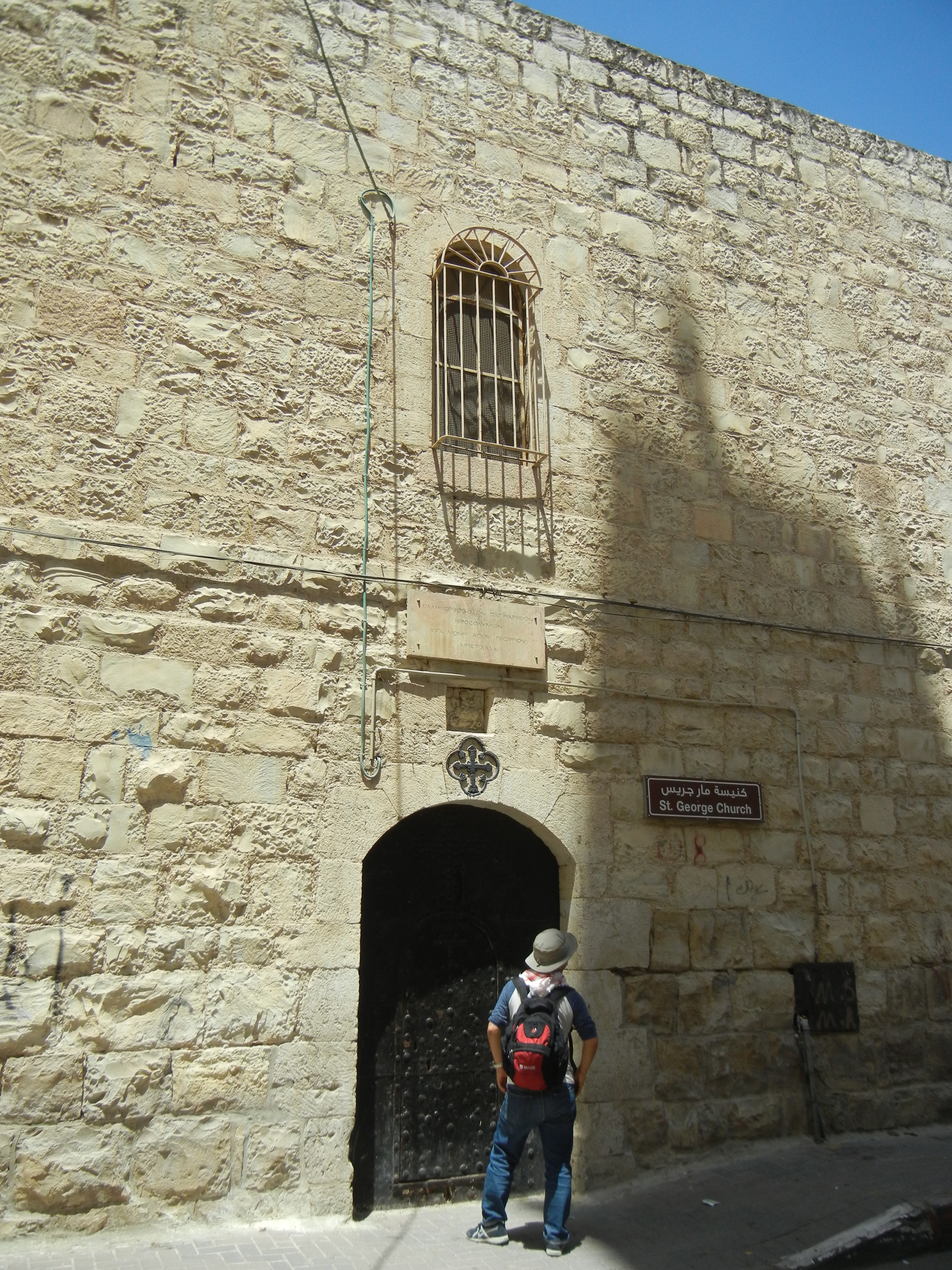
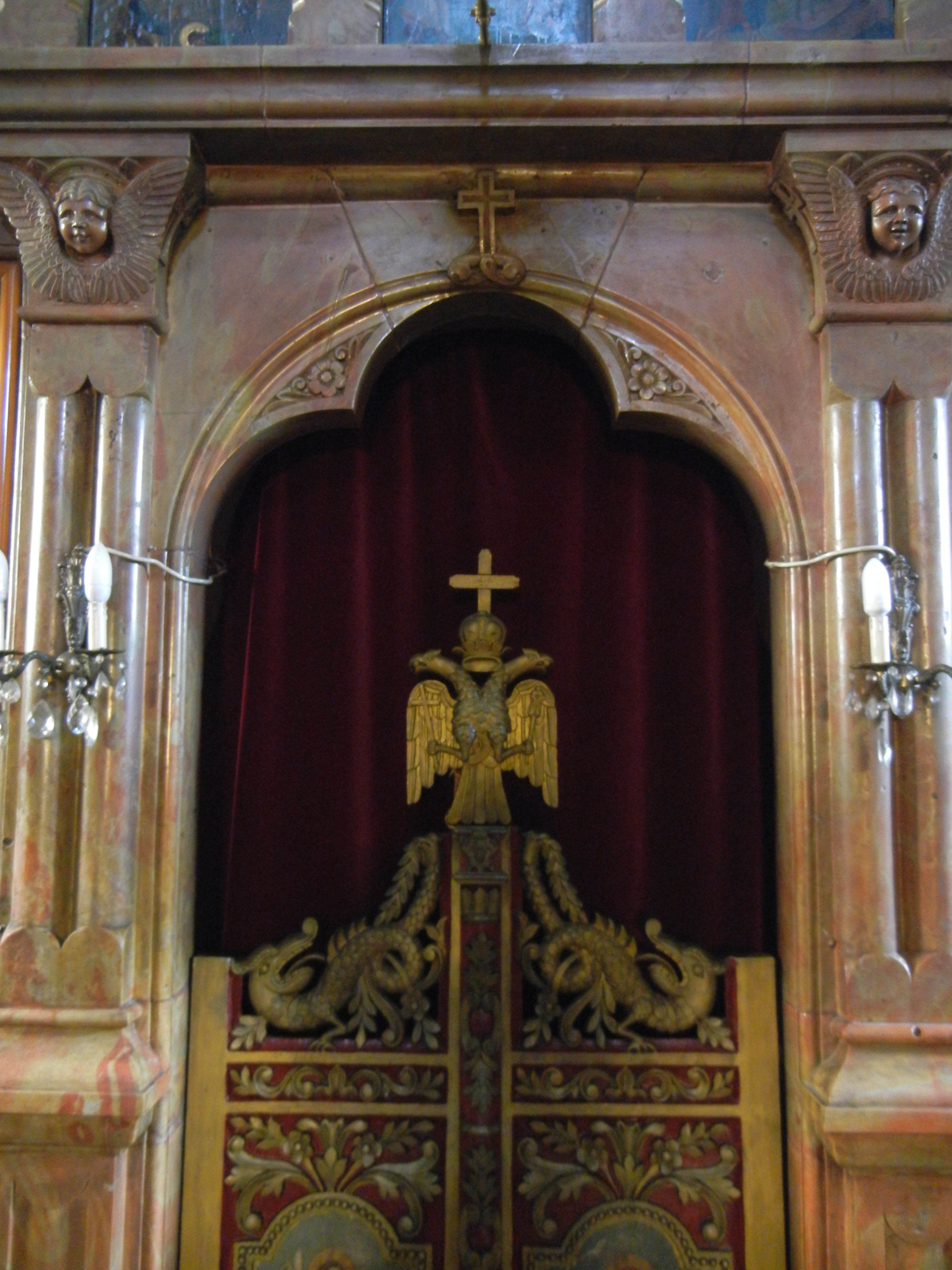
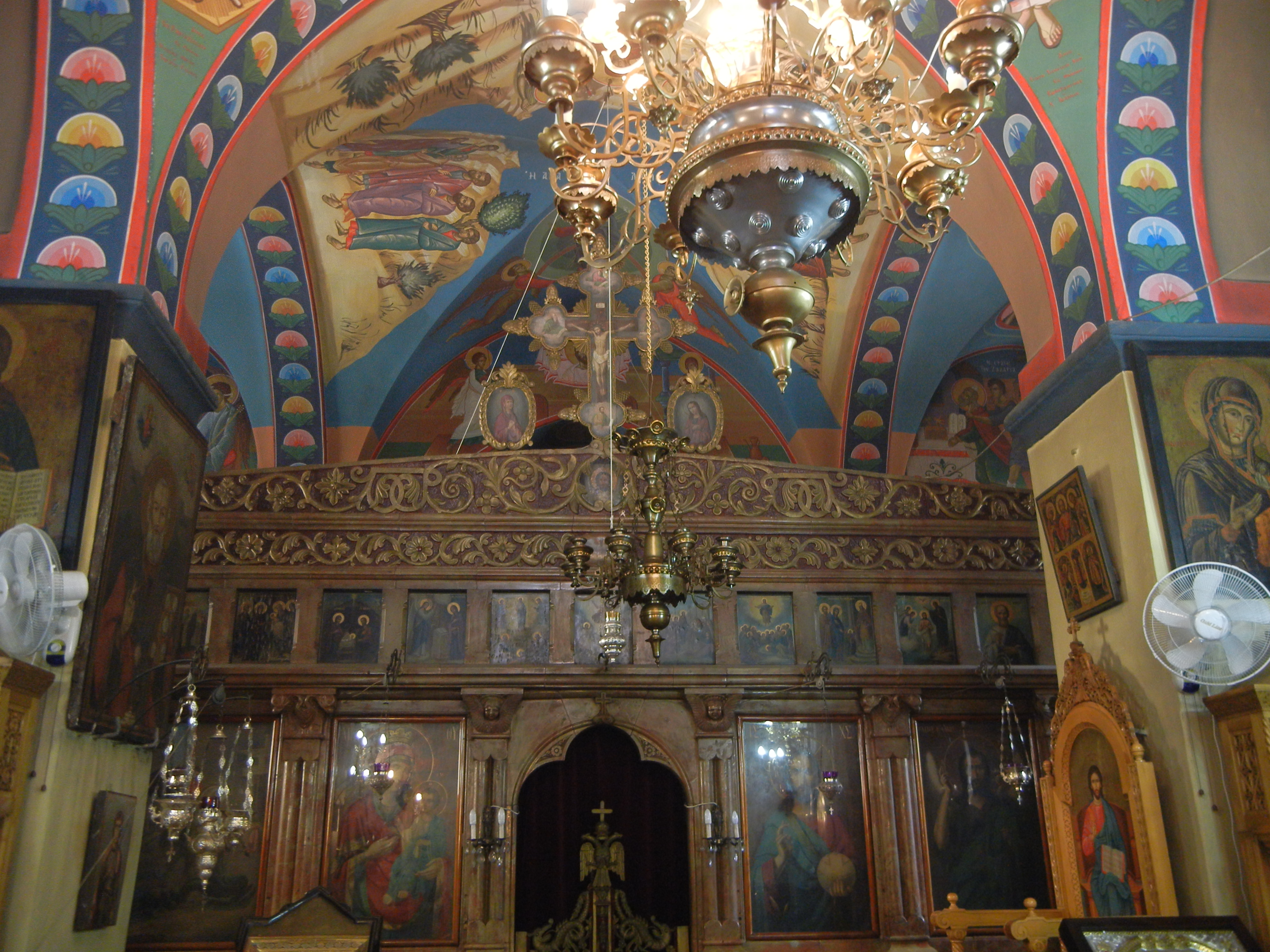
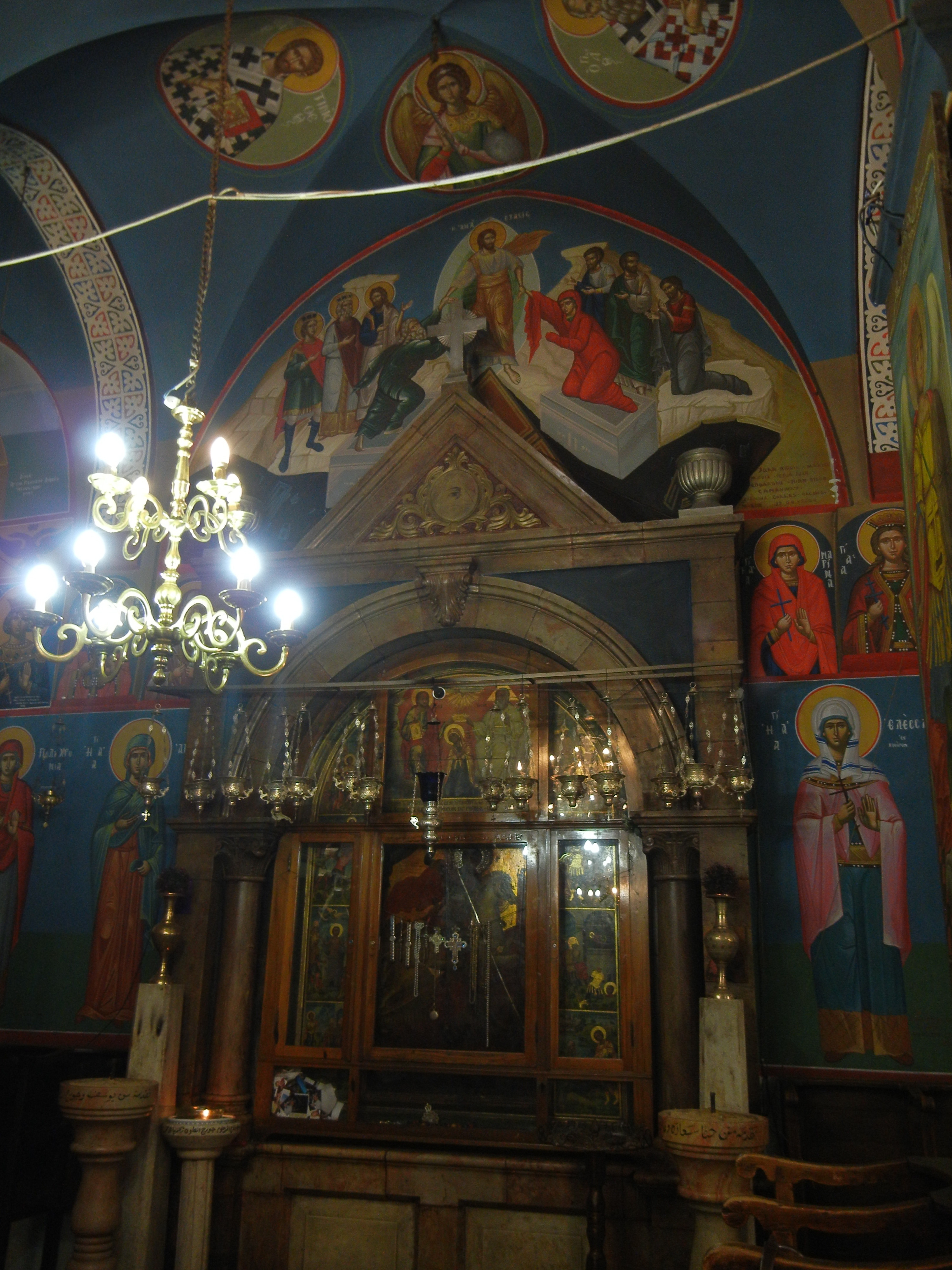
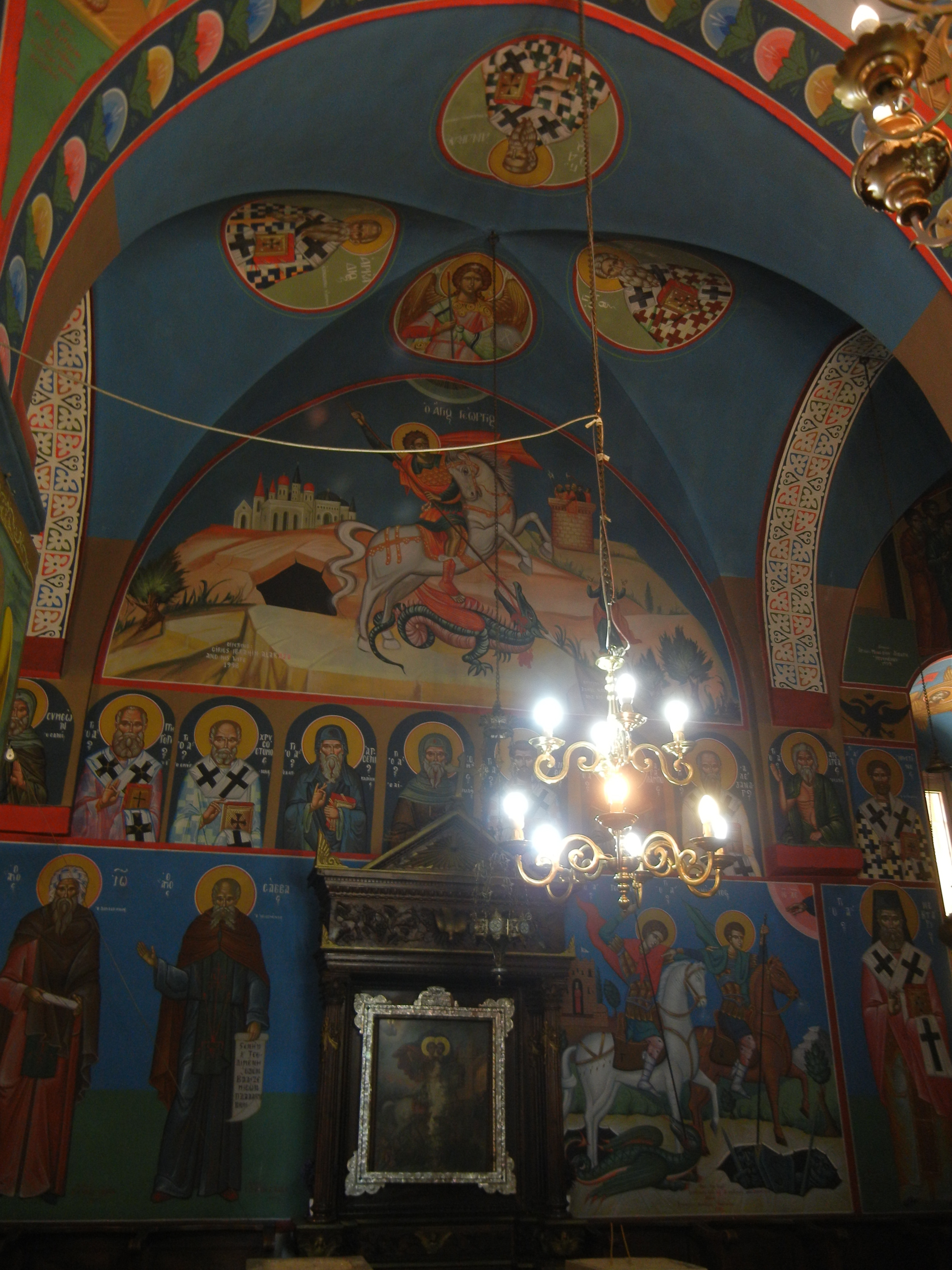
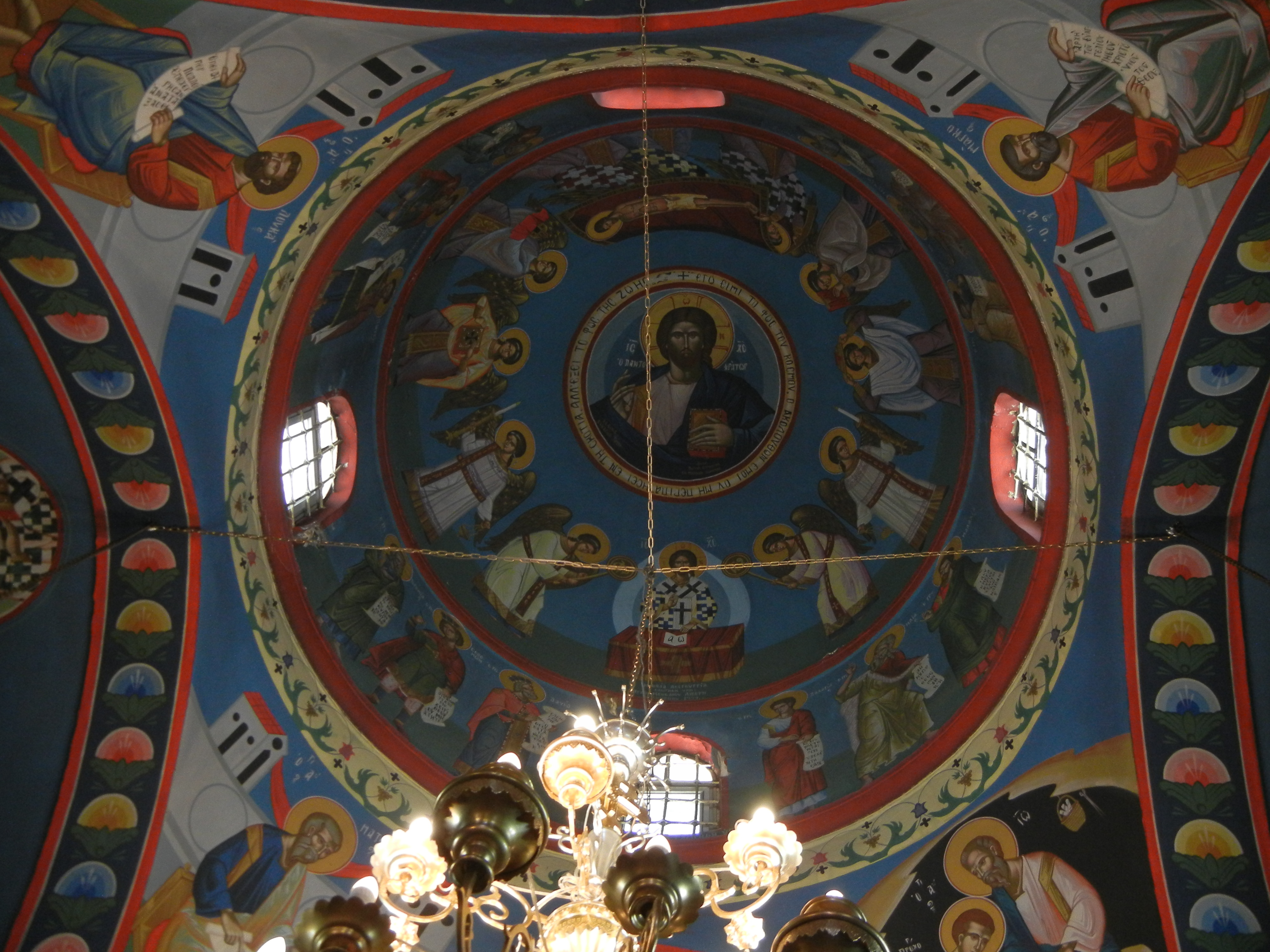
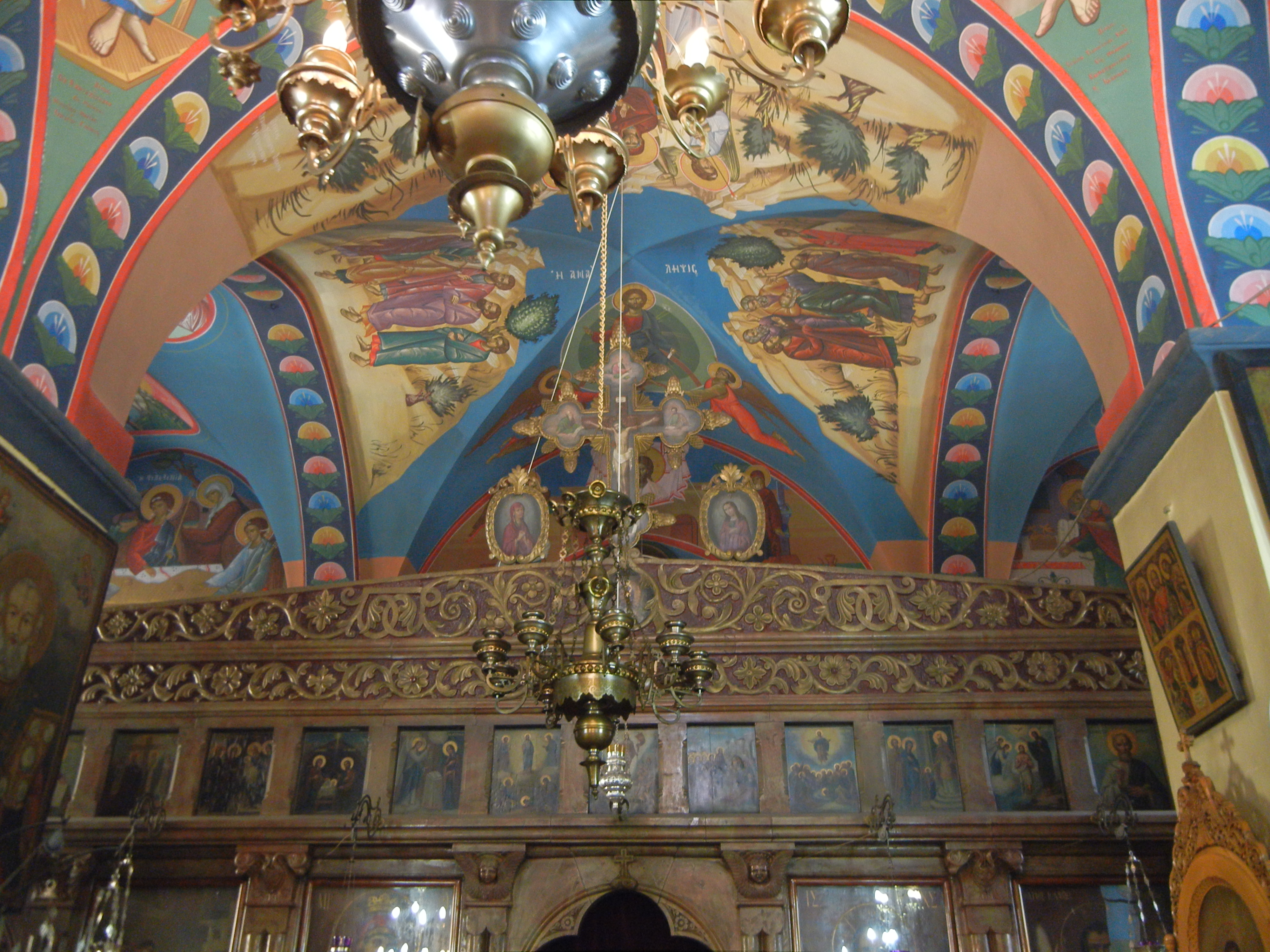
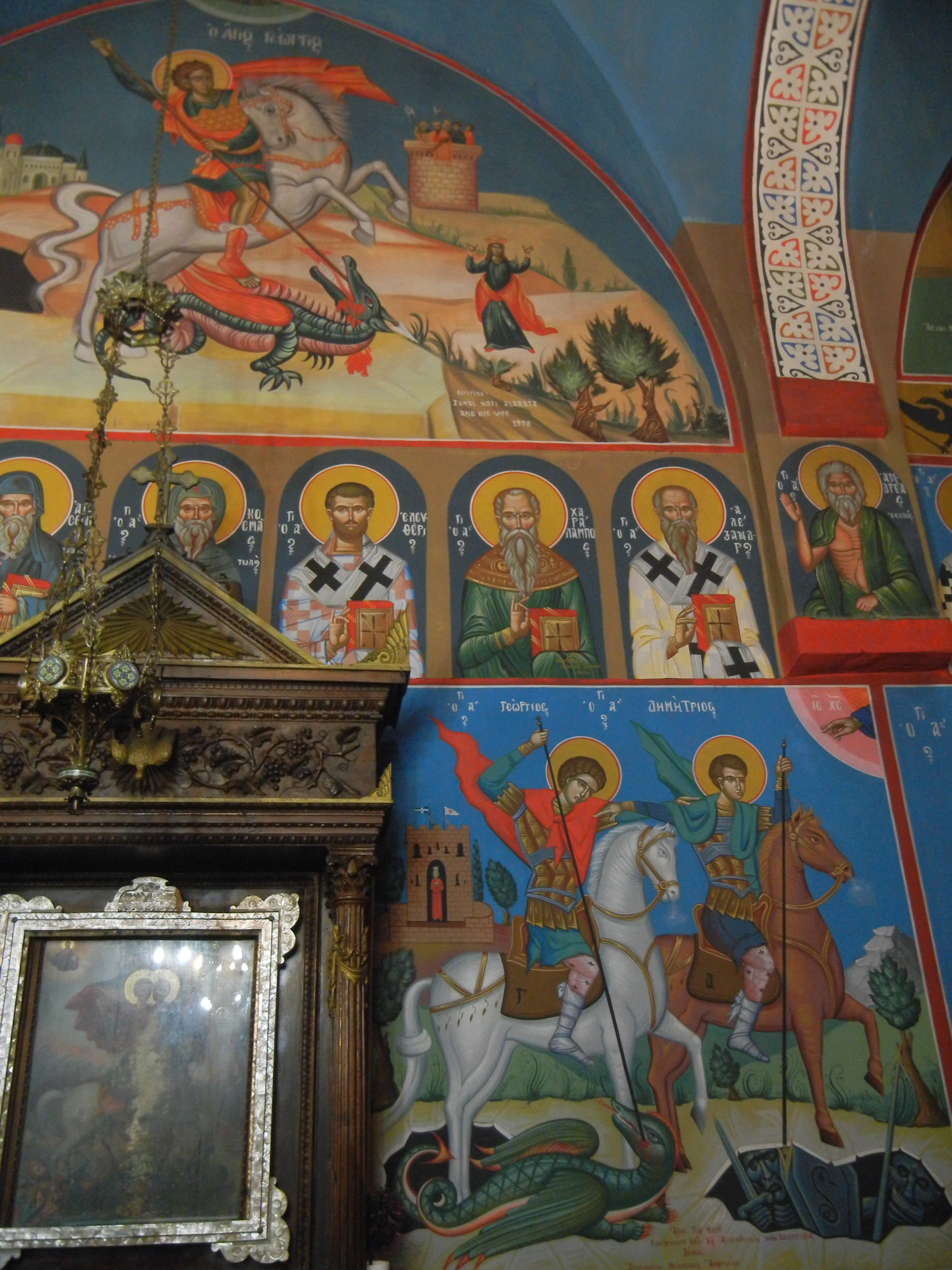
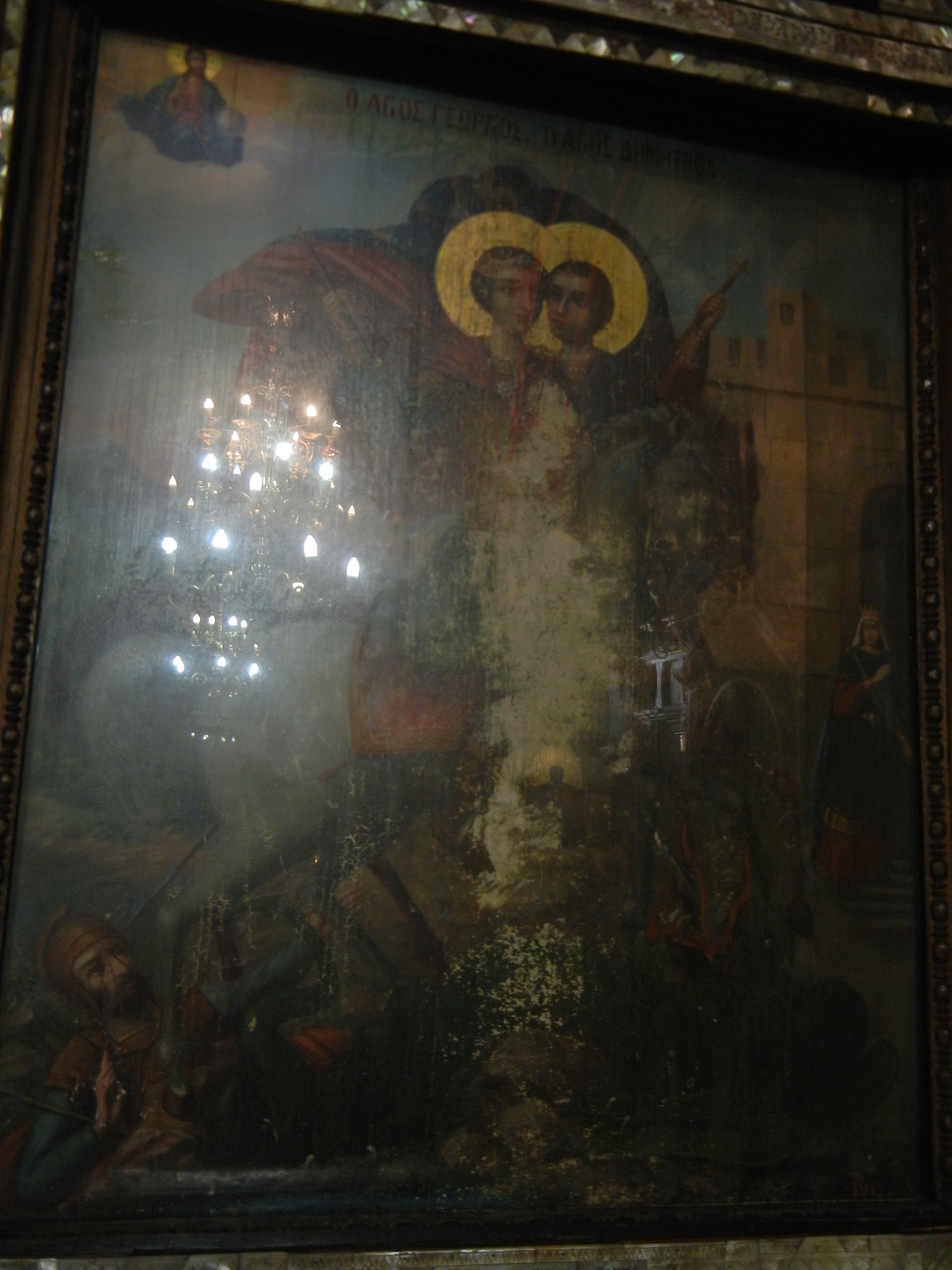
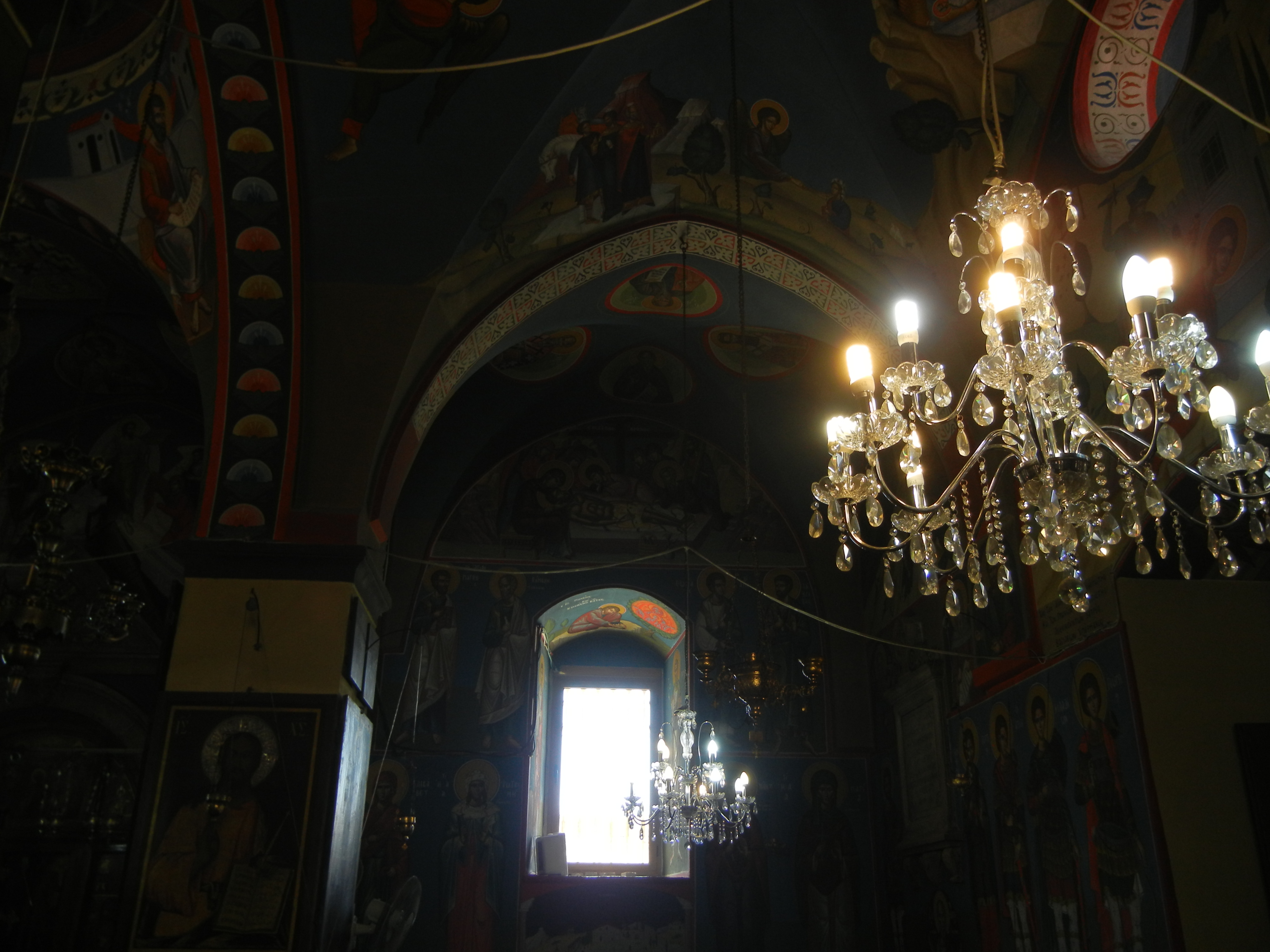
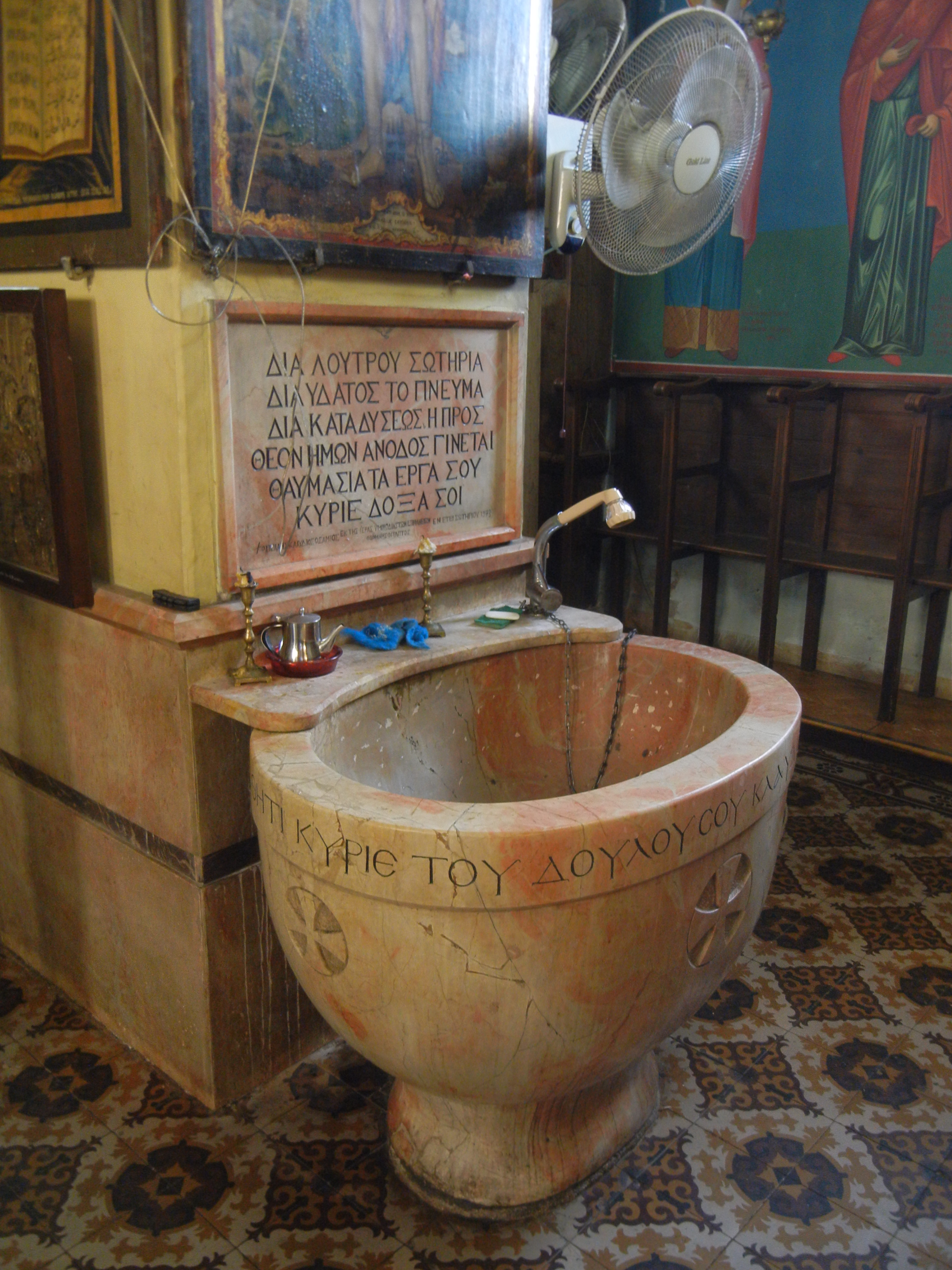
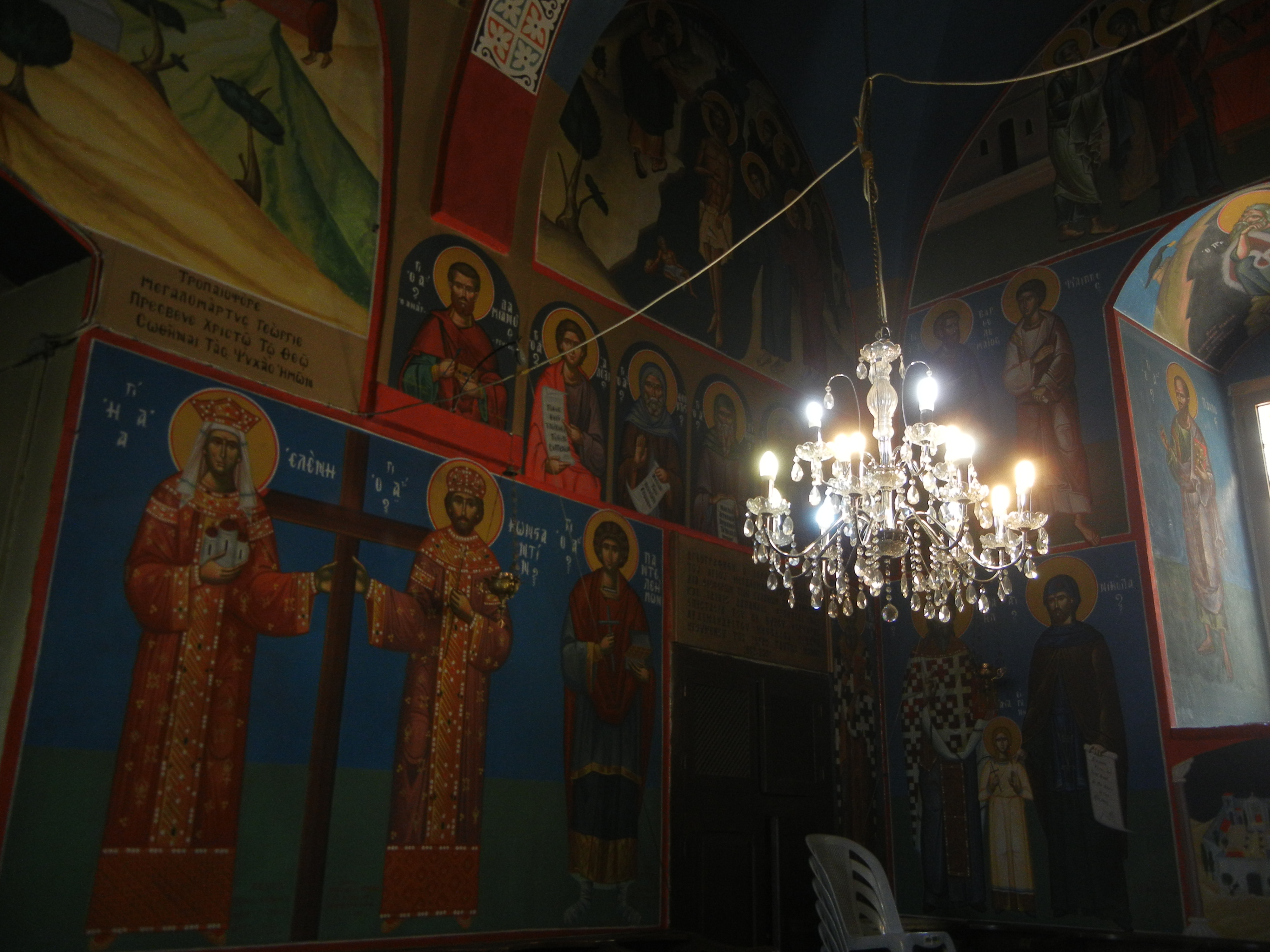
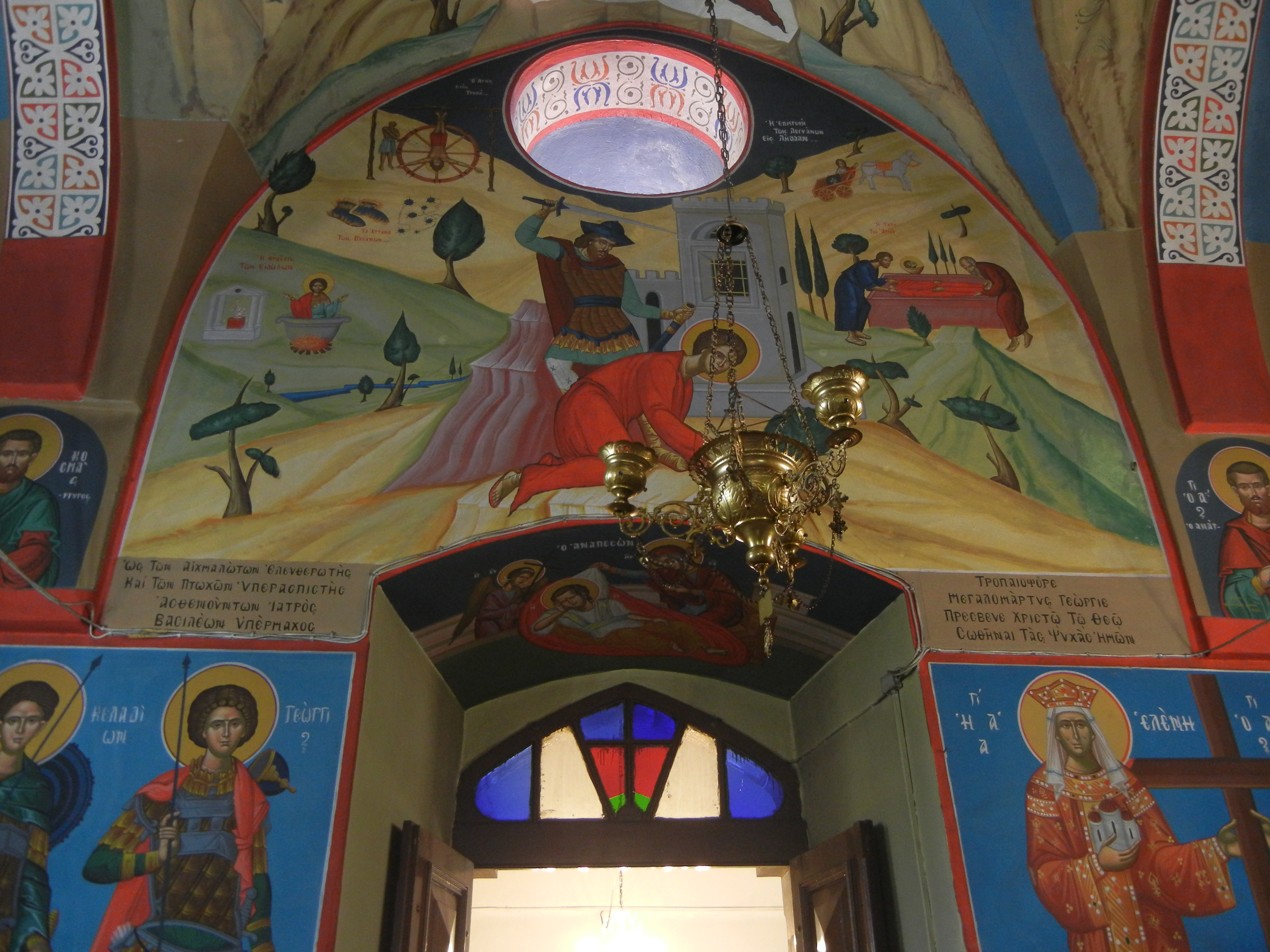
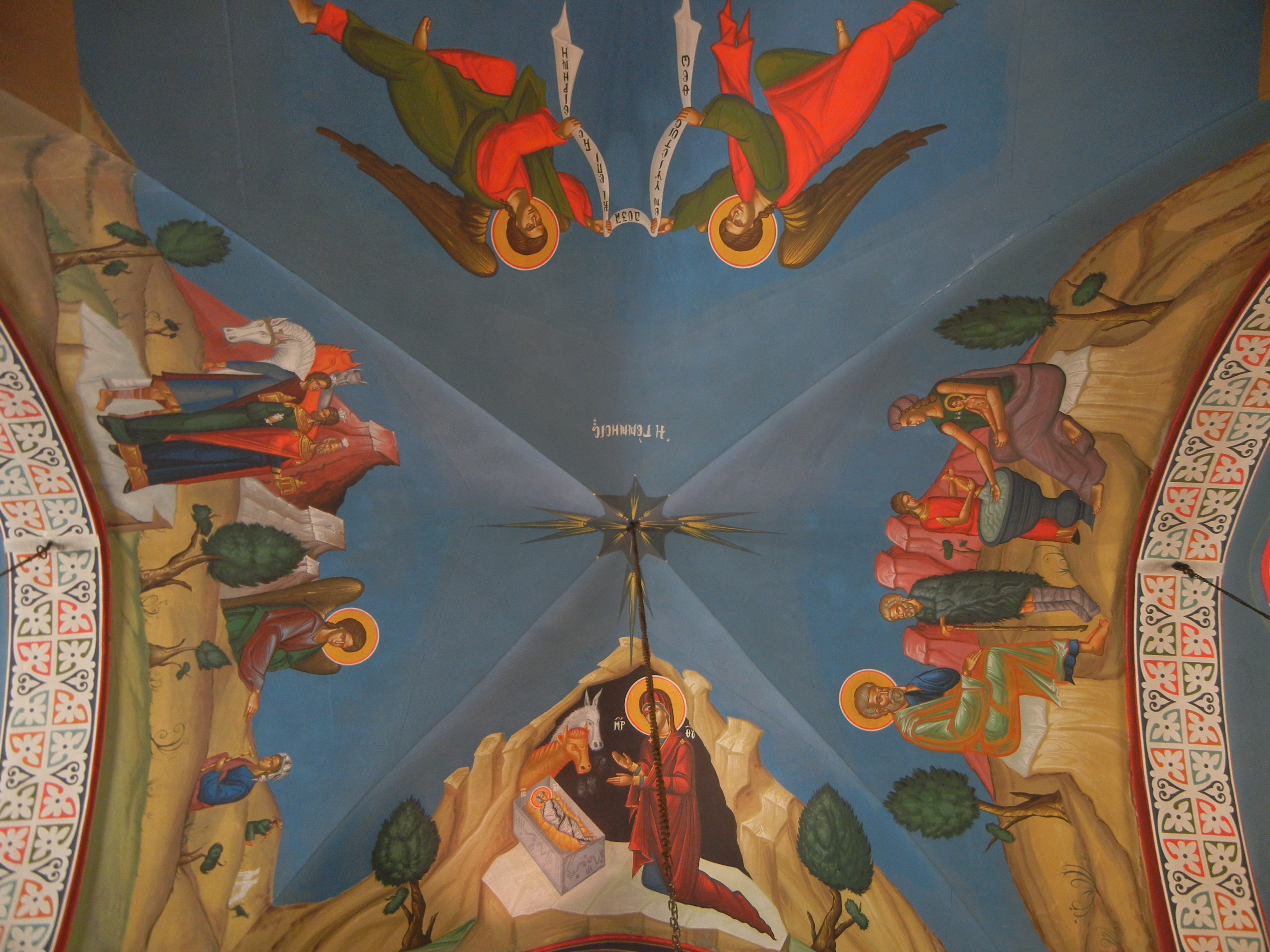
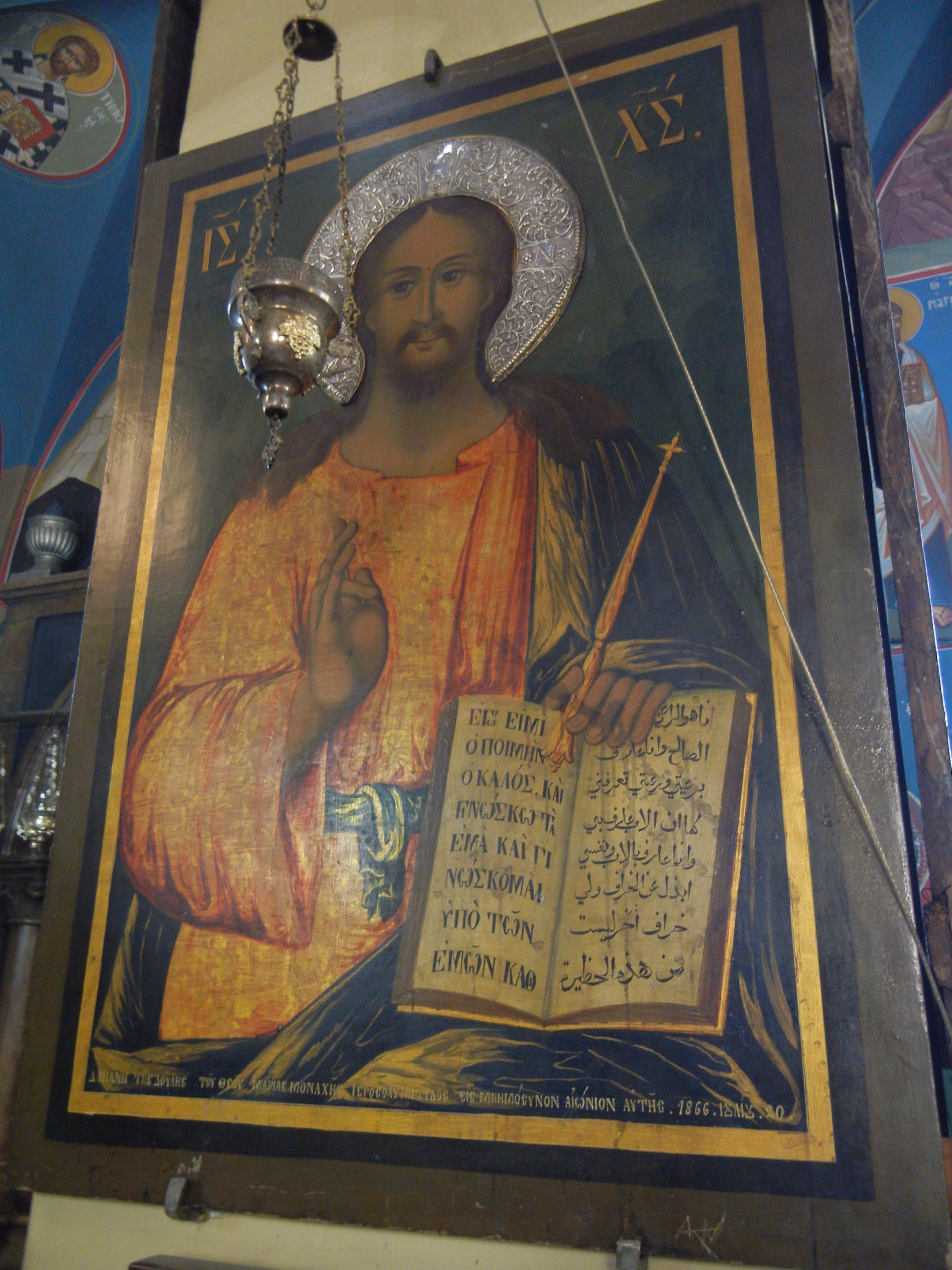
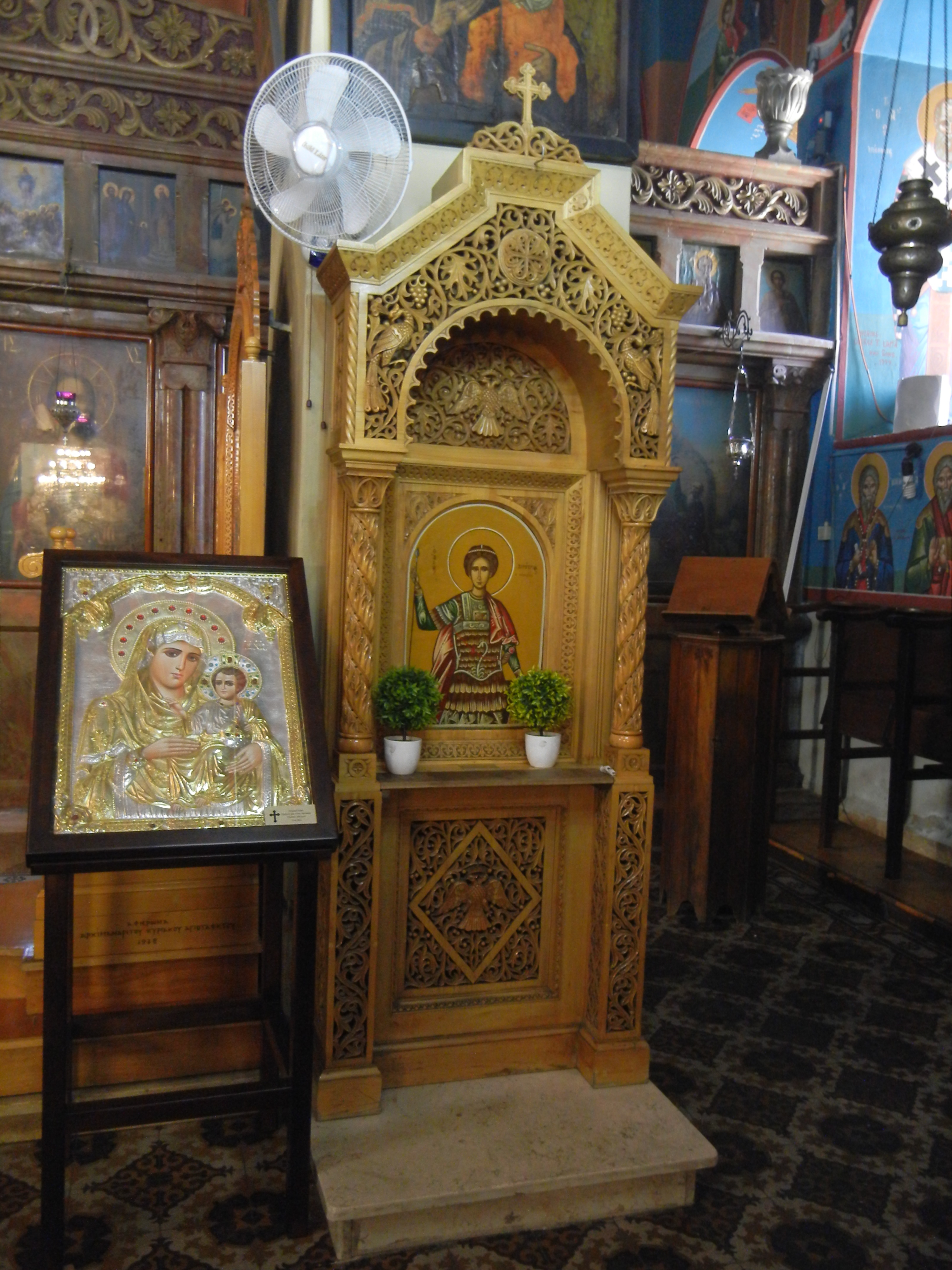
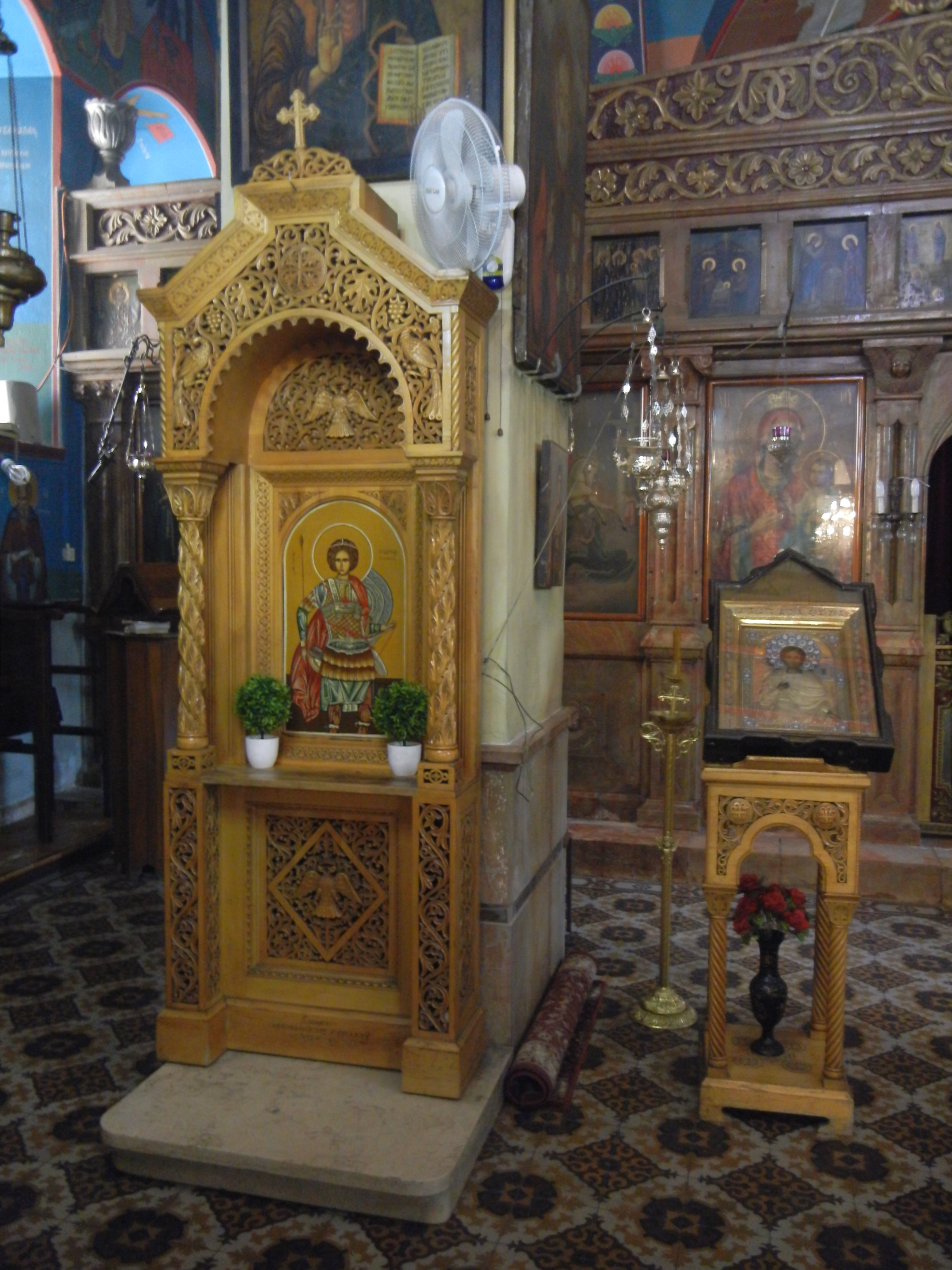
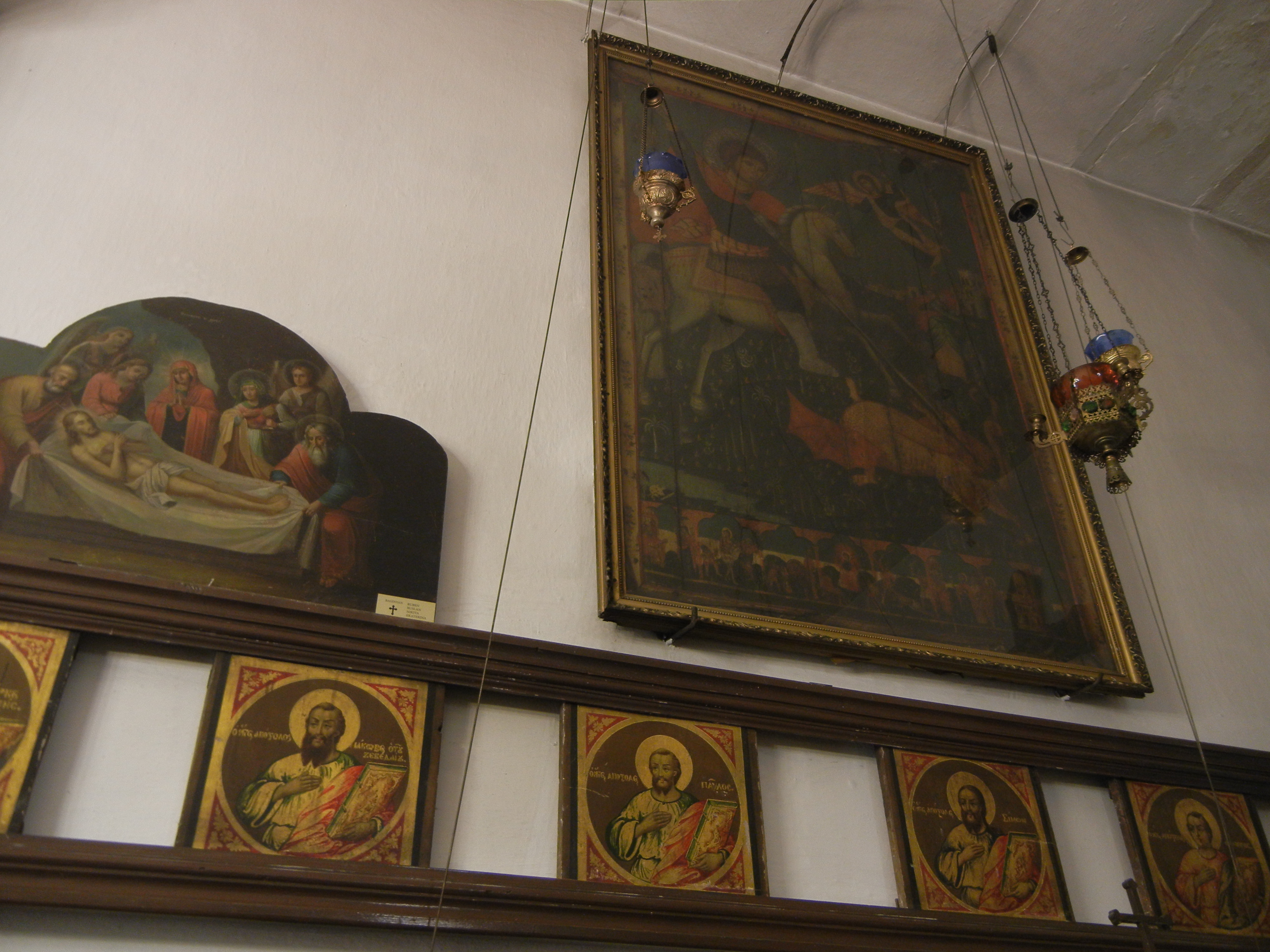
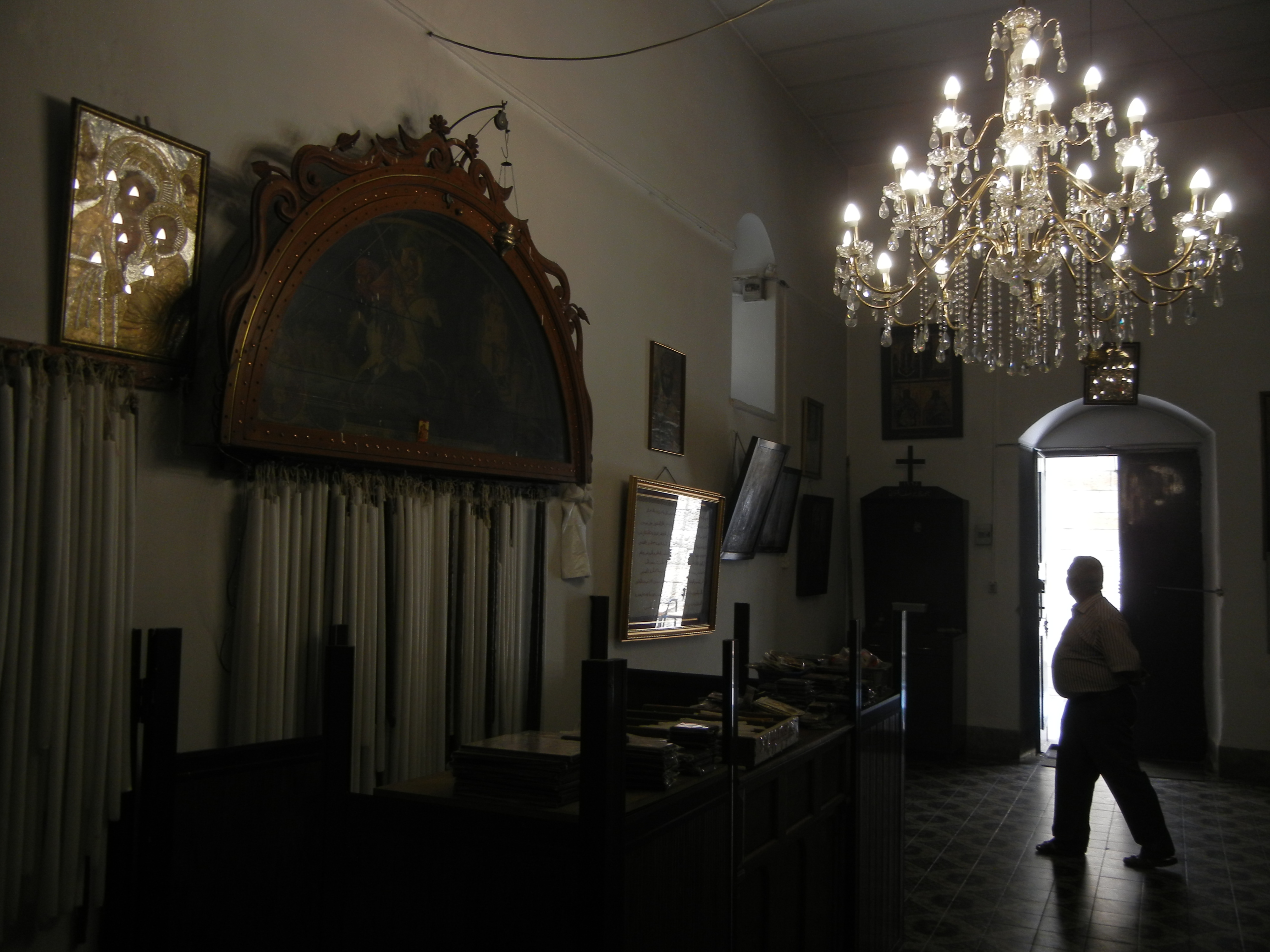
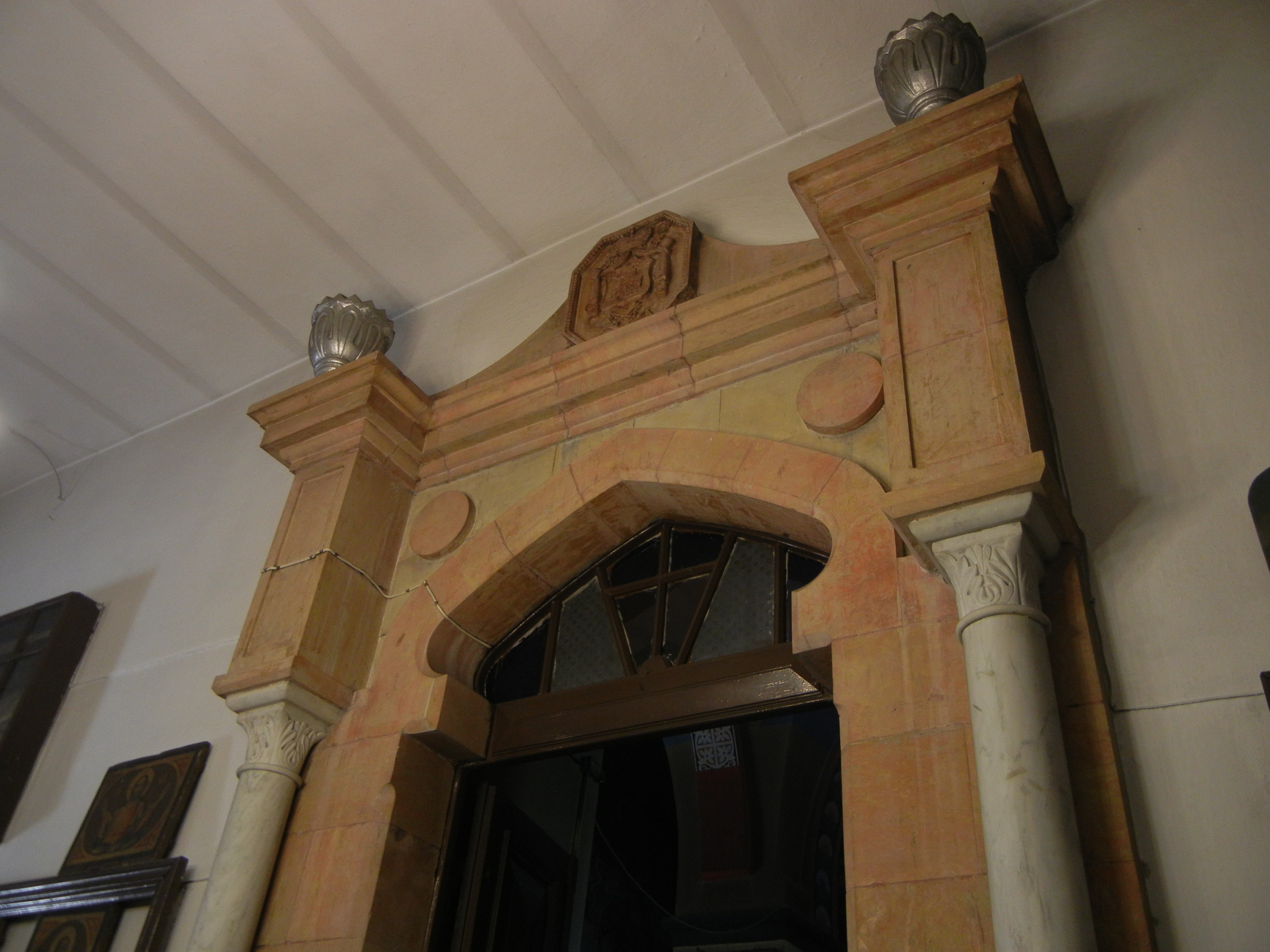
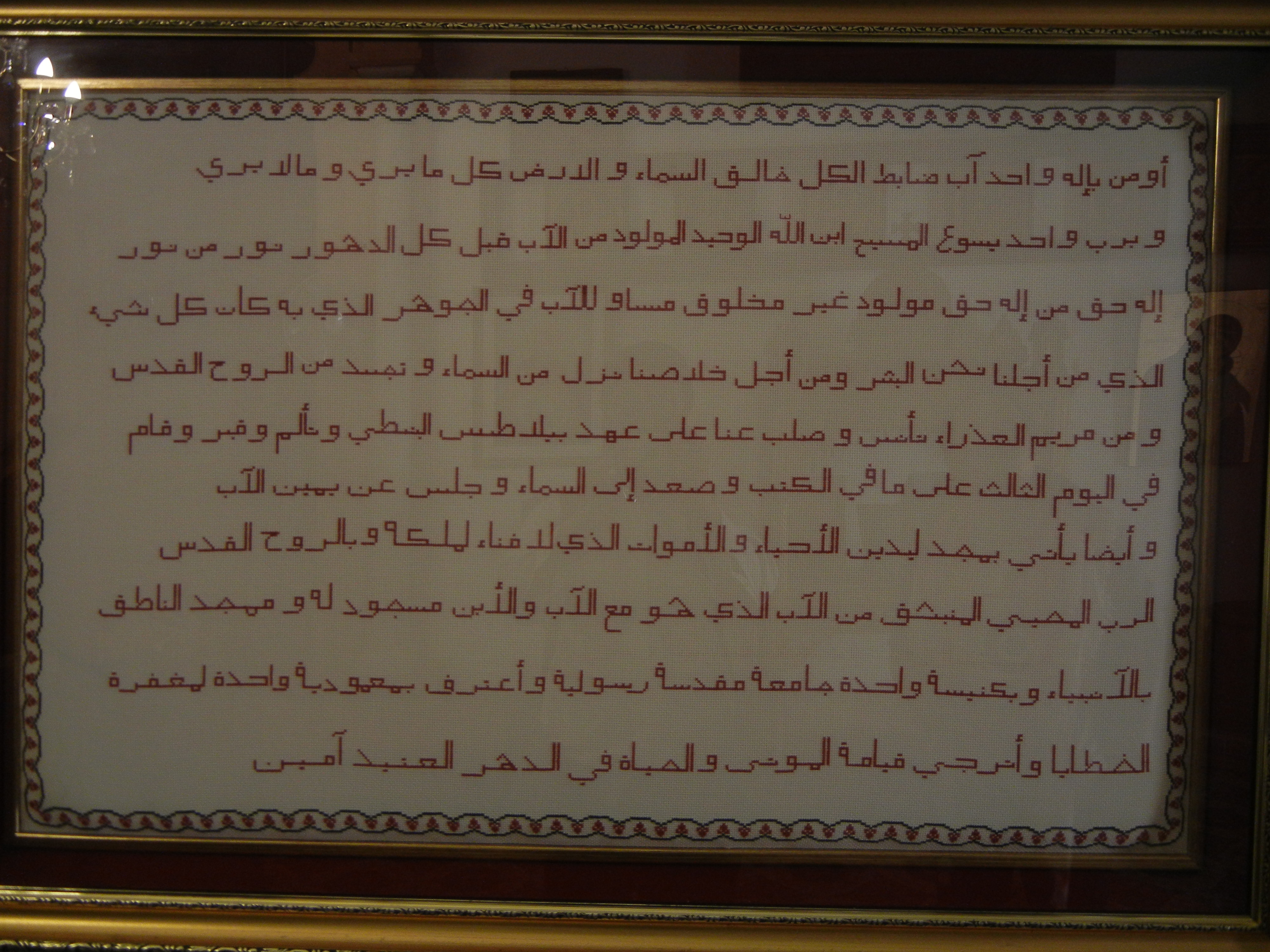
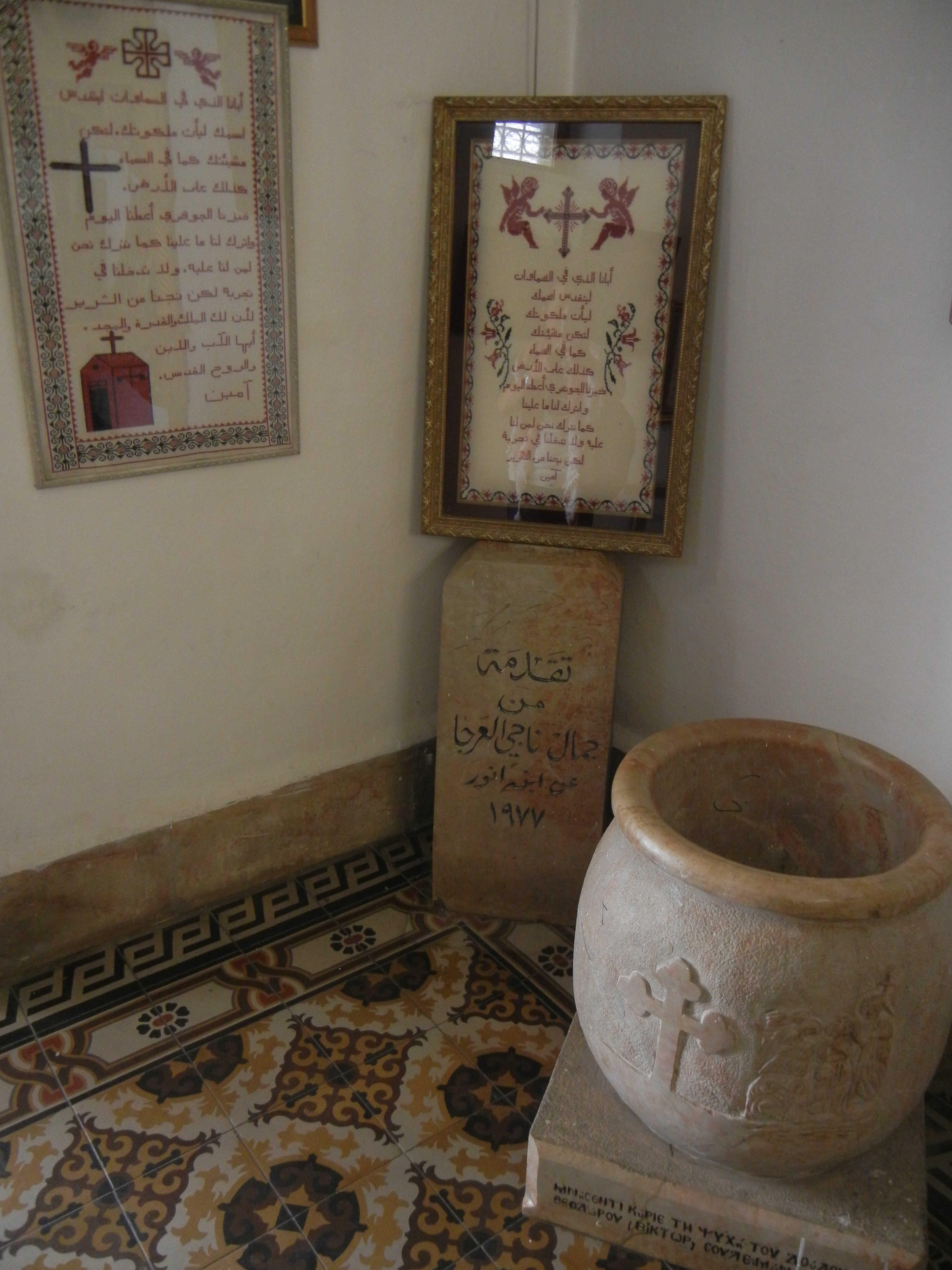
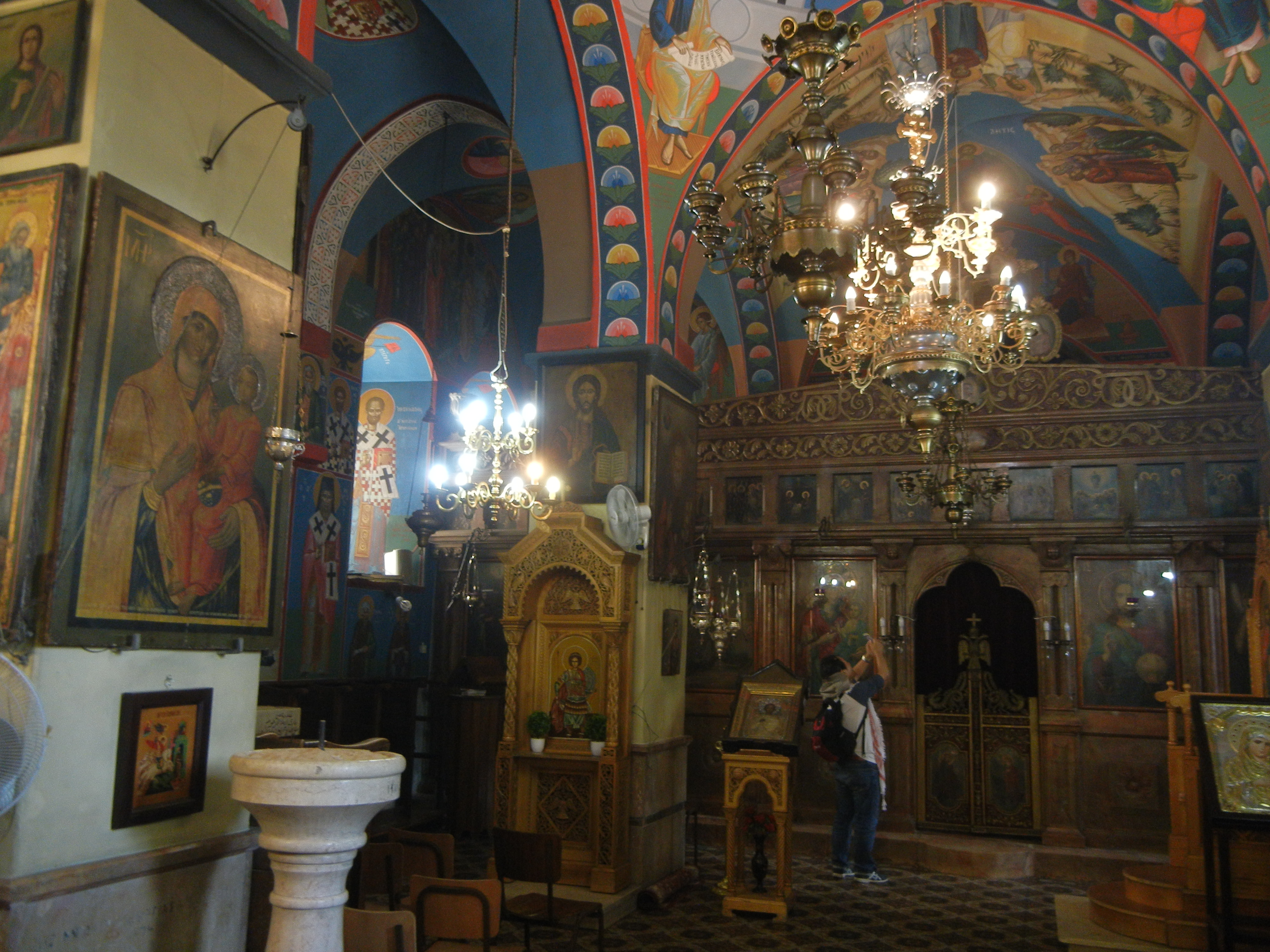
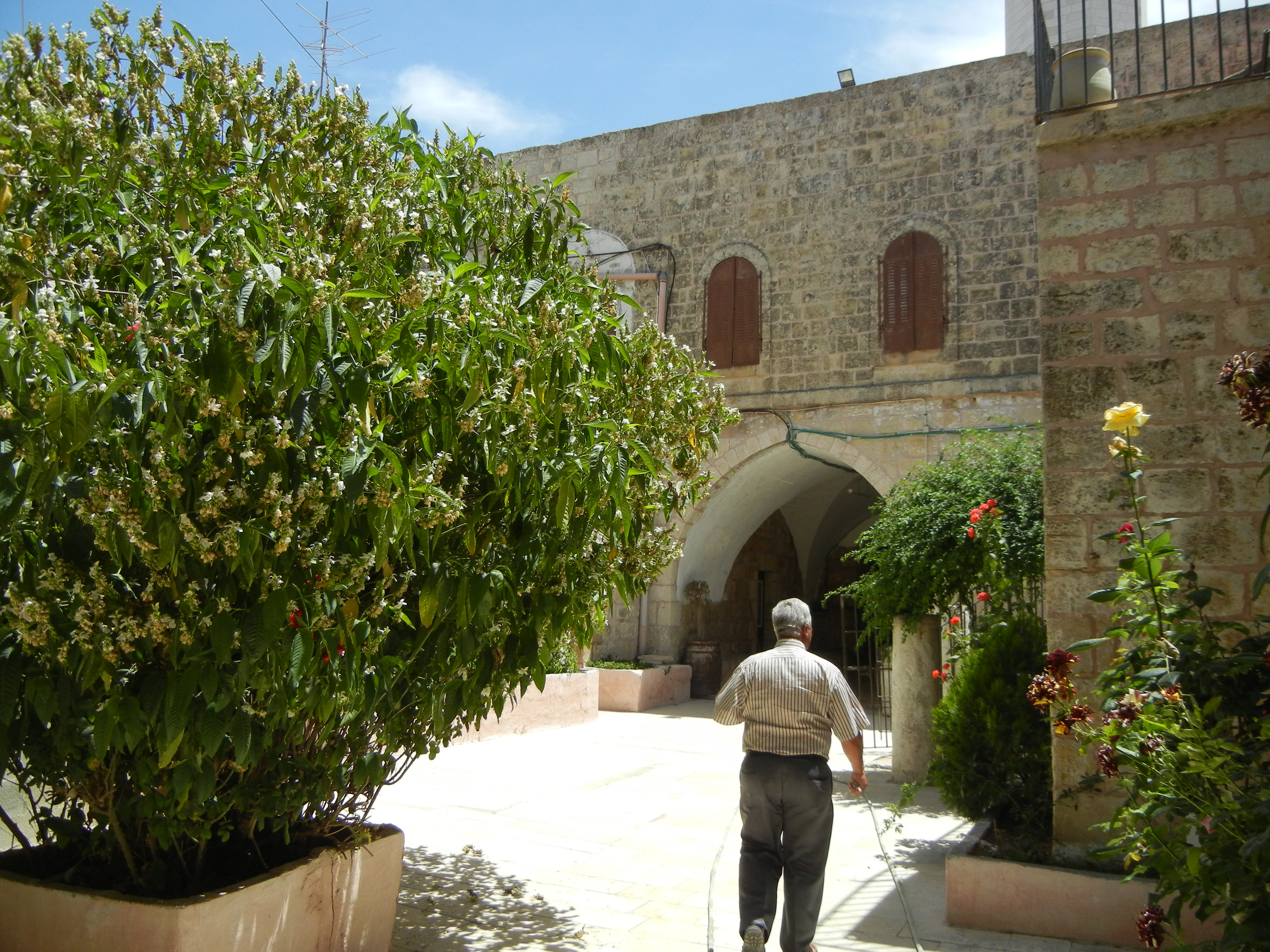